# Ecoregio's van Nieuw-Zeeland
De ecoregio's van Nieuw-Zeeland liggen in de ecozones van het Australaziatisch gebied en het Oceanisch gebied. In totaal zijn er dertien ecoregio's verdeeld over vijf verschillende biomen erkend door het Wereld Natuurfonds. Het grootste deel van het Noordereiland en Zuidereiland bestaat uit gematigde bossen en graslanden. Op de kleinere eilanden zijn er ook andere biomen te vinden, zo is er op de Antipodeneilanden toendra en op de Kermadeceilanden is tropisch of subtropisch regenwoud te vinden.

## Australaziatisch gebied
| WWF-code | Bioom                                  | Ecoregio                                    | Opp. (km²) | Locatie                                                                                | Kaart |
| -------- | -------------------------------------- | ------------------------------------------- | ---------- | -------------------------------------------------------------------------------------- | ----- |
| AA0401   | Gematigd loofbos of gemengd bos        | Gematigde bossen van de Chathameilanden     | 777        | Chathameilanden                                                                        |       |
| AA0403   | Gematigd loofbos of gemengd bos        | Gematigde bossen van Fiordland              | 10878      | Fiordland                                                                              |       |
| AA0404   | Gematigd loofbos of gemengd bos        | Gematigde bossen van Nelson Coast           | 14451      | Tasman, West Coast                                                                     |       |
| AA0405   | Gematigd loofbos of gemengd bos        | Gematigde bossen van het Noordereiland      | 84041      | Bay of Plenty, Gisborne, Hawke's Bay, Manawatu-Wanganui, Taranaki, Waikato, Wellington |       |
| AA0406   | Gematigd loofbos of gemengd bos        | Gematigde kauribossen van het Noordereiland | 28490      | Auckland, Northland, Waikato                                                           |       |
| AA0407   | Gematigd loofbos of gemengd bos        | Gematigde bossen van Stewarteiland          | 1700       | Stewarteiland                                                                          |       |
| AA0408   | Gematigd loofbos of gemengd bos        | Gematigde bossen van Richmond               | 12836      | Canterbury, Marlborough, Tasman                                                        |       |
| AA0410   | Gematigd loofbos of gemengd bos        | Gematigde bossen van Southland              | 11603      | Otago, Southland                                                                       |       |
| AA0414   | Gematigd loofbos of gemengd bos        | Gematigde bossen van Westland               | 5136       | West Coast                                                                             |       |
| AA0801   | Gematigd grasland, savanne of struweel | Pollengraslanden van Canterbury–Otago       | 53500      | Canterbury, Otago                                                                      |       |
| AA1003   | Berggraslanden en -struwelen           | Montane graslanden van het Zuidereiland     | 40006      | Canterbury, Marlborough, Otago, Southland, Tasman, West Coast                          |       |
| AA1101   | Toendra                                | Toendra van de Antipoden                    | 817        | Antipodeneilanden, Bountyeilanden, Aucklandeilanden, Campbelleiland                    |       |

## Oceanisch gebied
| WWF-code | Bioom                             | Ecoregio                                             | Opp. (km²) | Locatie          |
| -------- | --------------------------------- | ---------------------------------------------------- | ---------- | ---------------- |
| OC0107   | Tropisch of subtropisch regenwoud | Subtropische vochtige bossen van de Kermadeceilanden | 129        | Kermadeceilanden |